# Granice Tworkowskie
Granice Tworkowskie – część miasta Czchów w Polsce położonego w woj. małopolskim, w powiecie brzeskim.
Leży na północny zachód od czchowskiej starówki, w rejonie ulic Górnej i Granice.
Dawniej samodzielna wieś i gmina jednostkowa. W latach 1975–1998 należała administracyjnie do województwa tarnowskiego.